# Museo Ulpiano Checa
El museo Ulpiano Checa está situado en la localidad española de Colmenar de Oreja, en la Comunidad de Madrid. Contiene la colección más amplia del pintor Ulpiano Checa (1860-1916). El edificio tiene su acceso por unos jardines donde, además del busto del pintor, se ubica el monumento a los elementos característicos de la ciudad: la piedra y la tinaja.

## Historia

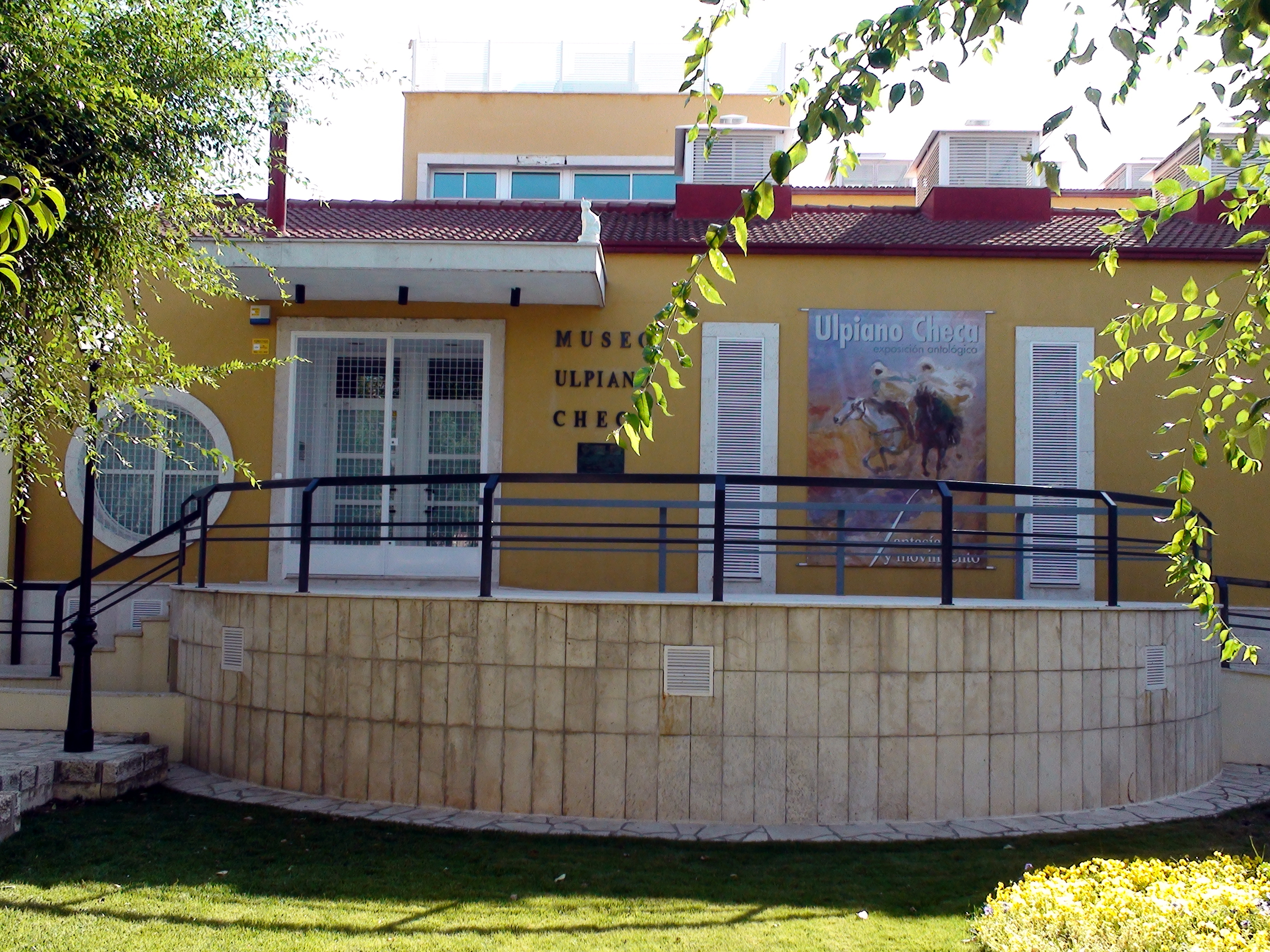
Exterior del museo

El Ayuntamiento de Colmenar de Oreja decidió convertir en 1945 la casa de «los siete patios». En un principio, se pensó en tener un museo municipal en el que se expusieran obras de arte y objetos de interés local.
En 1950, comenzaron las negociaciones con Carmen y Felipe Checa Chayé (dos de los cuatro hijos del pintor) que aceptaron hacer una donación de veinte obras. El edificio fue restaurado en torno a los años 1955 y 1959, inaugurándose el 3 de abril (san Ulpiano de Tiro) de 1960, día de su onomástica y centenario de su nacimiento, como museo monográfico dedicado al pintor. En ese mismo año, recibió nuevas donaciones de Carmen Checa y María Ballester, nieta del pintor.
En 1994, se incrementó el espacio en casi 300 m². Se levantó un nuevo edificio de dos plantas que, adosado al antiguo, albergaba el salón de actos, la sala de exposición permanente y la de temporales. En 2006, se cerró el museo al público para iniciar una segunda ampliación.

## Museo

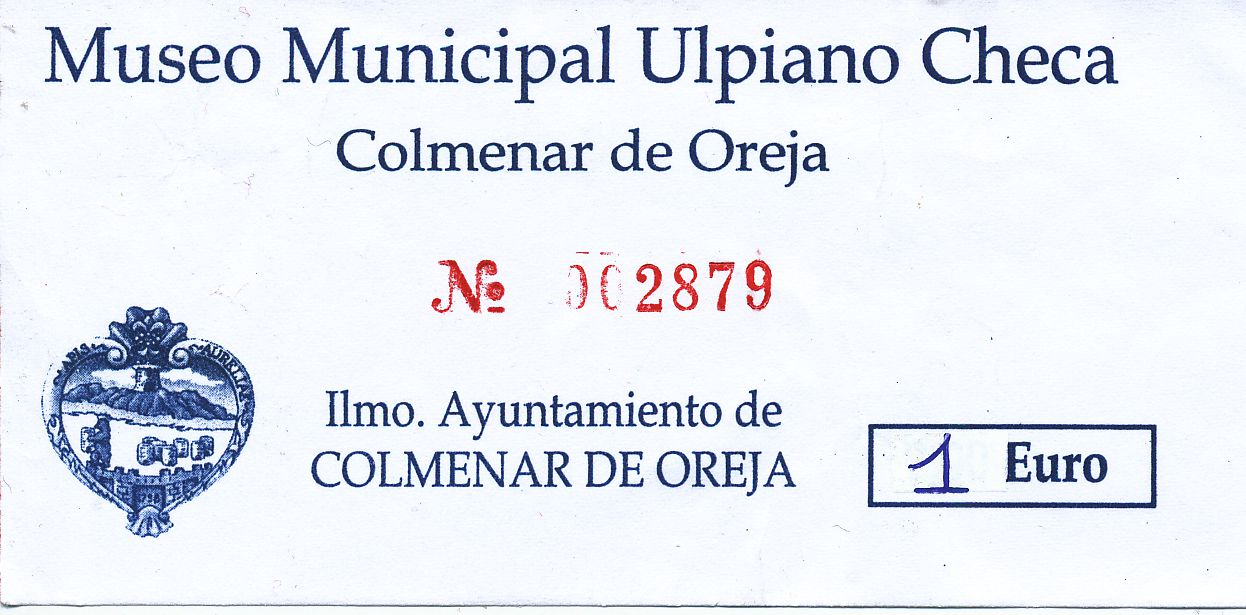
Entrada al Museo Ulpiano Checa.

En 1994, el museo contaba con nueve salas y una galería: en la sala 1 se encontraban las obras de Ulpiano Checa y Colmenar de Oreja, en la sala 2 se encontraba la pintura de género y retrato; en la sala 3, la pintura de historia; en la sala 4, la pintura orientalista; en la sala 5, pintura de historia; la sala 6 contenía pintores de Colmenar de Oreja, en la sala 7 encontramos los bocetos y las obras atribuidas a Checa; en la sala 8, documentos de Colmenar de Oreja y en la sala 9 encontrábamos obras de Antolín Palomino. Se realiza otra ampliación de más de 1.000 m², construyendo un edificio anexo y se reorganizan todas las salas. Esta última remodelación fue inaugurada el 9 de marzo de 2009 por Esperanza Aguirre, presidenta de la comunidad autónoma.
En la actualidad, el museo posee salas polivalentes para el desarrollo de actividades didácticas y culturales, biblioteca, almacén, sala de restauración y zonas de servicio y descanso para los visitantes. El edificio está adaptado para sillas de ruedas.

### Distribución del museo (2009)

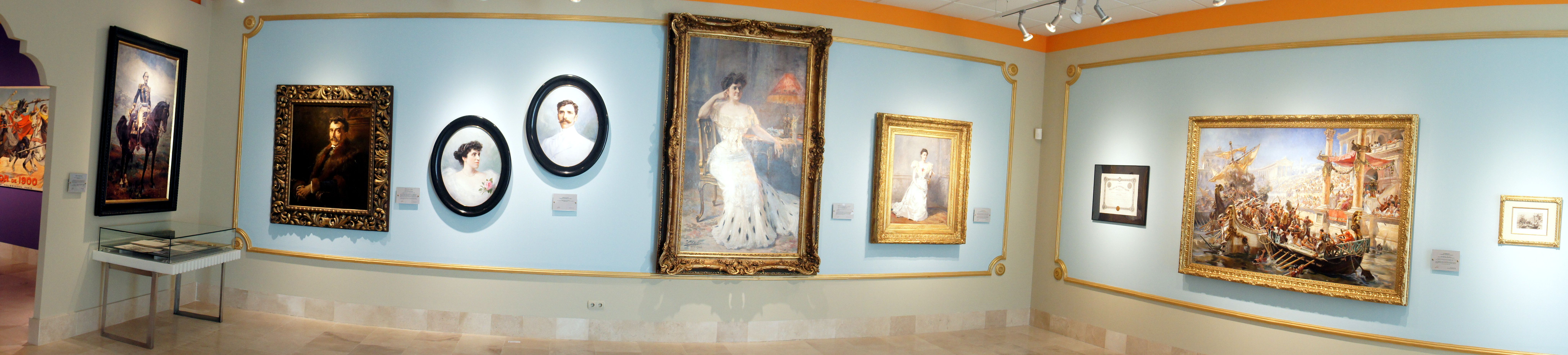
Sala 3. América.

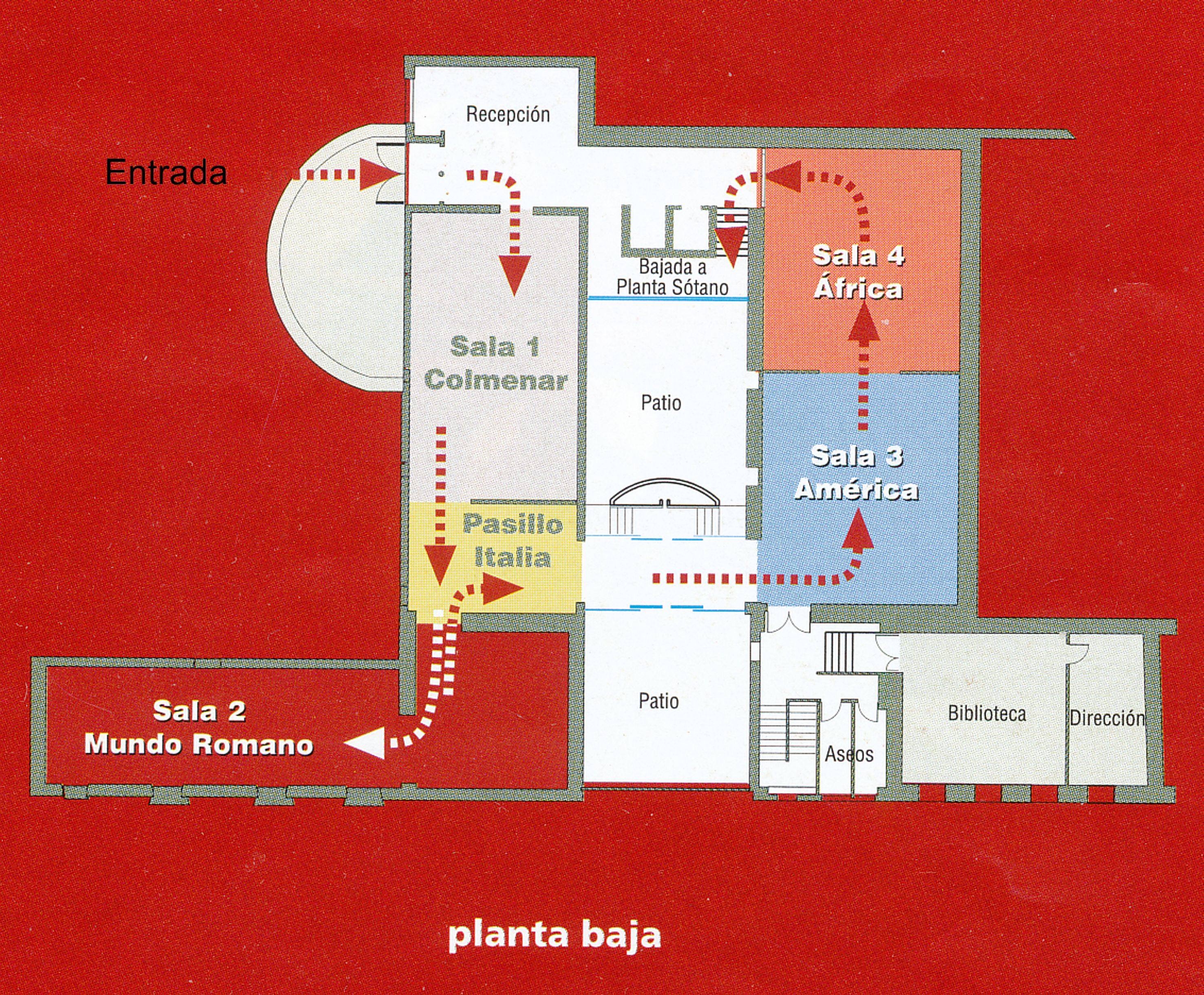
Distribución planta baja.
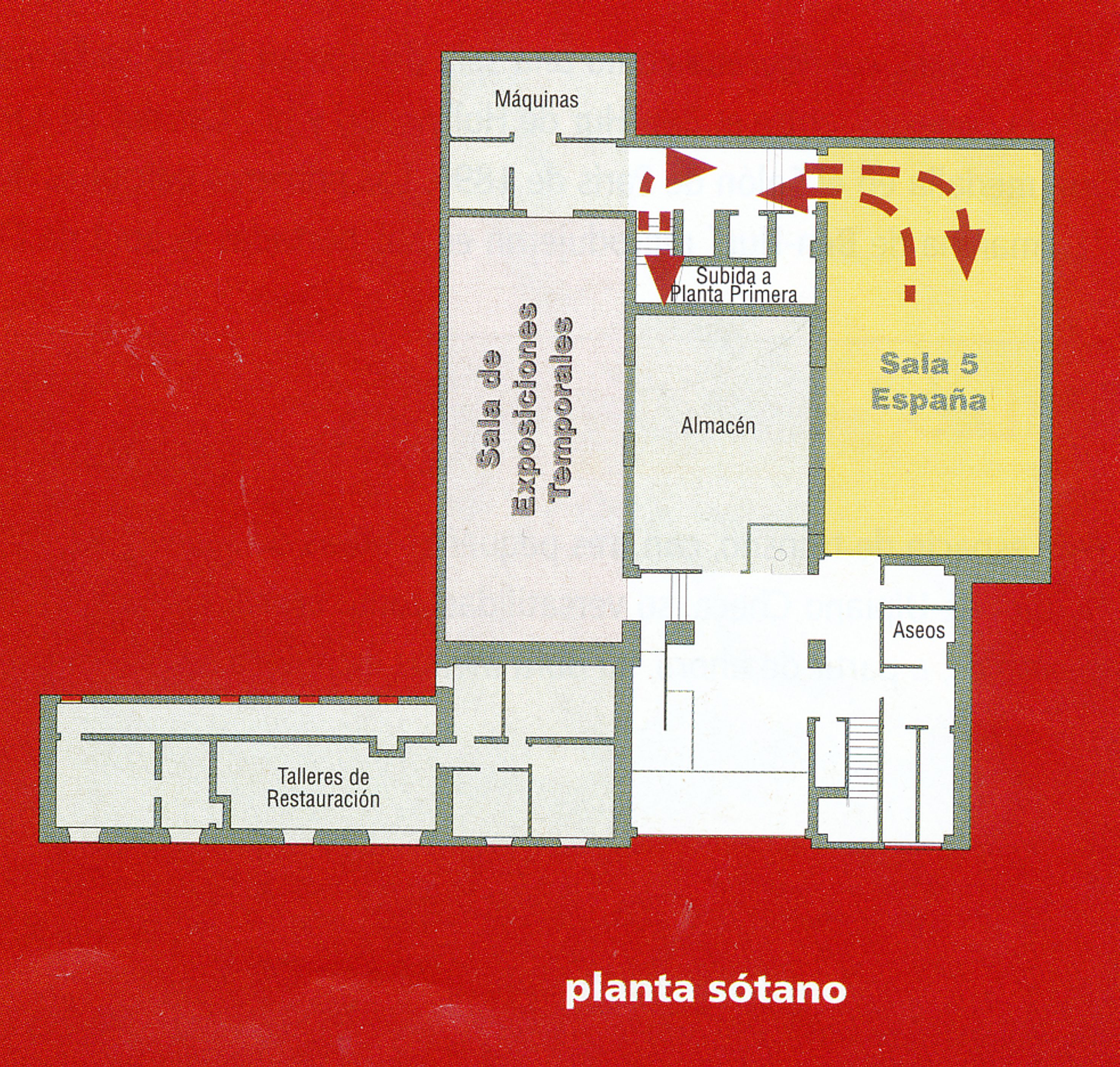
Distribución planta sótano.
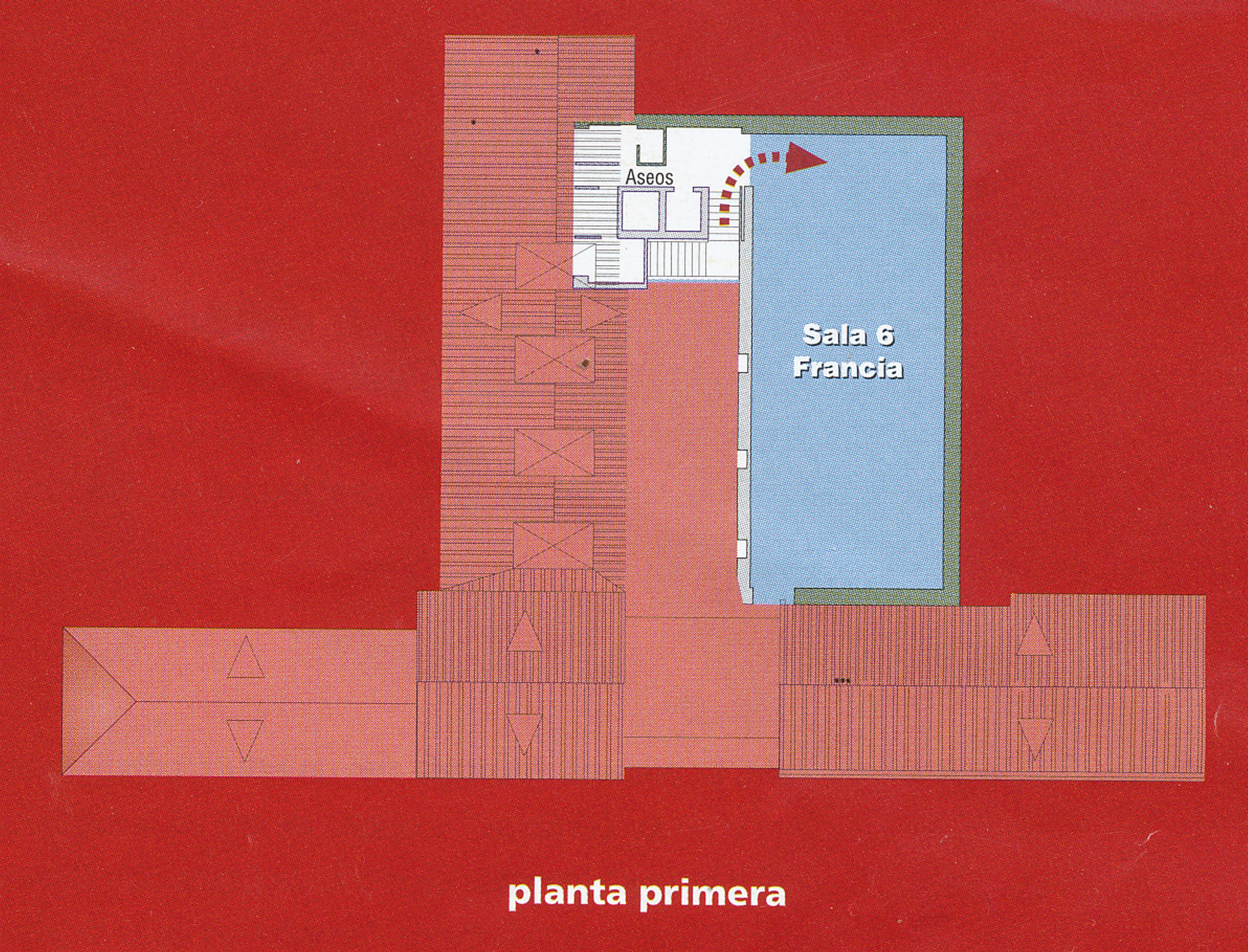
Distribución primera planta.

*Sala 1. Colmenar de Oreja.

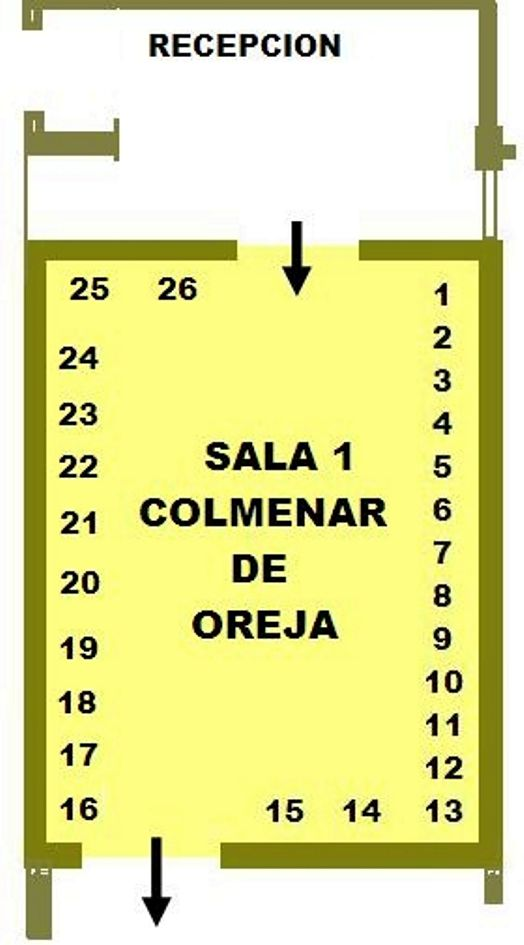
Posición de los cuadros en la sala 1.

 Esta sala contiene, en la pared izquierda, los cuadros relacionados con Colmenar de Oreja, su ciudad natal. En la pared derecha, la obra de Ulpiano Checa que cubre su época de formación desde la Escuela de Artes y Oficios de Madrid a su “licenciatura” en la Escuela de Bellas Artes de San Fernando, periodo que concluye en la Escuela de Bellas Artes de Roma. Las paredes de toda la sala se han pintado con el color del barro de las famosas tinajas de Colmenar.
1. La Anunciación de la Virgen. Óleo sobre lienzo. 36,4 x 28,3 cm . 1875 
2. Retrato de Eduardo Ballester Estecha. Óleo sobre lienzo. 46,5 x 58,5 cm 
3. Retrato de don José Ballester. Óleo sobre lienzo. 200 x 130 cm . 1879 
4. Academias. Carboncillo sobre papel. 61,5 x 34,5 cm 
5. Academias. Carboncillo sobre papel. 61,5 x 34,5 cm 
6. Academias. Carboncillo sobre papel. 61,5 x 34,5 cm 
7. Academias. Carboncillo sobre papel. 61,5 x 34,5 cm 
8. Academias. Carboncillo sobre papel. 61,5 x 34,5 cm 
9. Academias. Carboncillo sobre papel. 61,5 x 34,5 cm 
10. Copia de Las hilanderas. Óleo sobre lienzo. 62,5 x 80,5 cm 
11. El testamento del rey. Óleo sobre lienzo. 33,5 x 63,5 cm 
12. El velatorio. Óleo sobre lienzo. 41,5 x 77,5 cm 
13. Fabricación de tinajones en Colmenar de Oreja. Impresión tipográfica. 20 x 26,5 cm 
14. Retrato de Cecilio Plá. Óleo sobre lienzo. 47 x 40 cm 
15. Retrato de la señora Castellanos. Óleo sobre lienzo. 86,5 x 58 cm 
16. La huerta o el tren de Colmenar. Óleo sobre lienzo. 61,7 X 93,2 cm 
17. Caballos abrevando en el Tajo. Óleo sobre lienzo. 40,6 X 73,2 cm
18. Caballos abrevando en el Tajo. Lápiz y tinta sobre papel. 19 X 32,4 cm 
19. Desafortunado encuentro. Óleo sobre lienzo. 60,4 x 92 cm 
20. El vendimiador de Colmenar. Acuarela sobre papel. 24,5 X 32,2 cm 
21. Niño en la fuente. Lápiz sobre papel. 39,5 X 24 cm 
22. Presentación de la Virgen en el templo. Óleo sobre lienzo. 51 x 54 cm 
23. La Anunciación. Óleo sobre lienzo. 51 x 54 cm 
24. Torre de Colmenar de Oreja, Acuarela sobre papel. 52,1 x 37 cm 
25. Proyecto de casa consistorial de Colmenar de Oreja. Acuarela sobre papel. 40 x 59 cm . 1901 
26. El juego de los cientos (Consejo tardío). Óleo sobre lienzo. 46,5 x 61,4 cm
*Sala 2. Mundo romano. (dividida en dos salas)

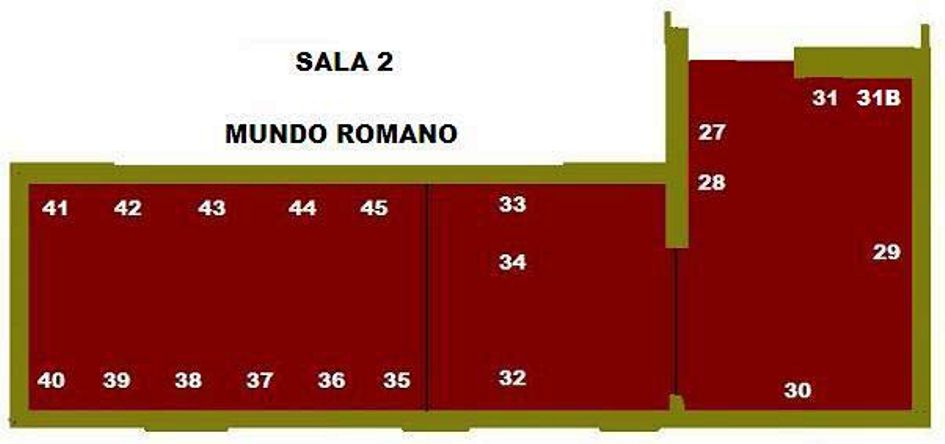
Distribución de los cuadros, sala 2.

 La primera sala está decorada con un estuco pompeyano, contiene la primera y la última obra de gran formato y asunto histórico: La invasión de los bárbaros (medalla de oro en la Exposición Nacional de Bellas Artes de Madrid en 1887) y Los últimos días de Pompeya (medalla de oro en la Exposición Universal de París de 1900). Junto a ellas La ninfa Egeria dicta a Numa Pompilio las leyes de Roma. A la derecha, una de las ilustraciones de Ulpiano Checa para Quo Vadis?. La segunda sala, configurada como una sala de cine en la que cada obra está iluminada como un fotograma, explica la conexión entre el Ben-Hur de Hollywood y la Carrera de carros de Ulpiano Checa, tercera medalla en el Salón de París de 1890. También en esta sala encontramos las primeras ediciones de la novela de Wallace y la propia partitura de La marcha de Ben-Hur que reprodujeron en sus portadas la obra de Checa.
27. La invasión de los bárbaros. Fotografía. 26 x 46 cm 
28. La invasión de los bárbaros. Óleo sobre lienzo. 33 x 55 cm 
29. Los últimos días de Pompeya. Óleo sobre lienzo. 359 x 550 cm 
30. La ninfa Egeria dictando a Numa Pompilio las leyes de Roma. Óleo sobre lienzo. 300 x 200 cm 
31. Ursus. Carboncillo gouache sobre papel. 60,2 x 45,5 cm
31B. El banquete de Nerón. Acuarela gouache y lápiz sobre papel pegado en tabla. 38 x 52 cm
32. Flirteo antiguo. Óleo sobre lienzo. 92,7 X 60 cm 
33. Carrera de carros romanos. Fotograbado sobre papel. 70 x 102 cm . 1890 
34. Carro romano. Bronce. 37 x 67 x 24 cm 
35. Leda y el cisne. Carboncillo gouache sobre papel. 57,5 x 40,4 cm 
36. El rapto de Proserpina. Tinta china, aguada y gouache sobre papel. 59 x 44,2 cm 
37. Enamorados de Pompeya. Óleo sobre lienzo. 38,5 x 55,1 cm 
38. Carrera de carros romanos. Fotograbado sobre papel. 21,2 x 25 cm 
39. Carrera de carros romanos. Acuarela sobre papel. 46 x 74 cm
40. Carrera de carros romanos. Fotograbado sobre papel. 21,2 x 25 cm
41. Alineación para la carrera. Fotograbado sobre papel. 53 x 82,5 cm
42. Alineación para la carrera (Alba Línea). Óleo sobre lienzo 65 x 110 cm  
43. Senador romano. Óleo sobre lienzo. 65 x 48,5 cm
44. Tulia pasando con su carro sobre el cuerpo de su padre. Tinta china, aguada, plumilla y gouache sobre papel. 60,2 x 45,5 cm
45. Las ninfas. Óleo sobre lienzo. 100,6 x 55,2 cm
*Pasillo.

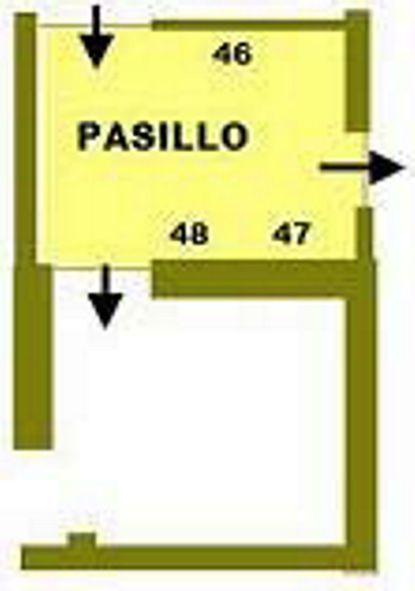
Distribución de las obras.

 En este espacio de tránsito, encontramos 3 obras de sus viajes por Italia:
46. Recuerdo de Venecia. Acuarela sobre papel. 21 x 35 cm 
47. Fuente de Roma. Óleo sobre tabla. 16,7 x 24,8 cm 
48. Venecia. Óleo sobre tabla. 15 x 23 cm . 1905 
*Sala 3. América.

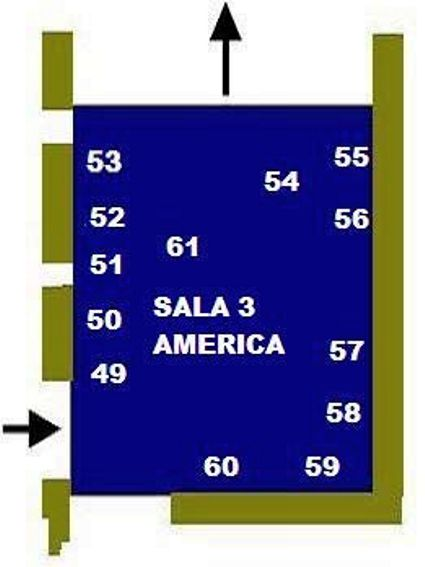
Distribución de las obras. Sala 3. América.

 Esta sala acoge la obra producida, expuesta o premiada en América desde el retrato ecuestre del Presidente de la República Argentina, el general Mitre, hasta la Naumaquia (medalla de oro en la Exposición de Atlanta). Retratos de personajes de la alta sociedad bonaerense comparten espacio con los últimos de los pieles rojas americanos, obras éstas de estructura y traza cercana a las realizadas por el americano Remington.
49. Amor compartido. Acuarela, tinta y lápiz sobre papel. 56 x 75 cm 
50. El lazo en la pampa. Fotograbado sobre papel. 40,5 x 27,6 cm 
51. Coca Mariani. Fotograbado sobre papel. 18,8 x 26 cm 
52. El último de los pieles rojas. Fotograbado sobre papel. 56 x 82 cm 
53. Los pieles rojas. Fotograbado sobre papel. 21 x 30,2 cm 
54. Bocetos del Retrato ecuestre del general Mitre 
55. Retrato de dama. Óleo sobre lienzo. 76,5 x 58 cm 
56. Retrato de caballero. Óleo sobre lienzo. 76,5 x 58 cm 
57. Retrato de la señora Luro de Sansinena. Óleo sobre lienzo. 215 x 120 cm
58. Dama sentada. Óleo sobre lienzo. 92,5 x 68 cm 
59. La Naumaquia (Combate naval entre romanos). Óleo sobre lienzo. 125,6 x 200,5 cm 
60. La Naumaquia. Fotograbado sobre papel. 22,5 x 33 cm
61. El piel roja. Bronce. 56 x 40 x 18 cm 
* Sala 4. África.

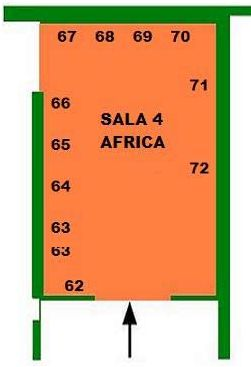
Distribución de las obras en la sala 4, África.

 Distribución y descripción de las obras:
62. Centinela a caballo. Óleo sobre lienzo. 55,5 x 46,5 cm 
63. Salida para la fantasía V. Tinta, acuarela y gouache sobre papel. 24,5 x 32,2 cm
64. Entre dos oasis. Óleo sobre lienzo. 55 x 100 cm
65. El Galope. Óleo sobre lienzo. 60 x 38 cm 
66. La nube o Carga de la caballería mora. Acuarela sobre Papel. 100 x 61,5 cm 
67. Salida para la fantasía III. Acuarela sobre papel. 52,2 x 36,5 cm
68. Salida para la fantasía I. Óleo sobre lienzo. 100,3 x 130,7 cm
69. Salida para la fantasía II. Óleo sobre lienzo. 81 x 100,5 cm
70. Salida para la fantasía IV. Óleo sobre tabla. 7 x 10,4 cm
71. Andalucía en tiempos de los moros. Óleo sobre lienzo. 125,7 x 237 cm
72. Andalucía en tiempos de los moros. Litografía sobre papel entelado. 150 x 300 cm 
* Pasillo "perspectiva".

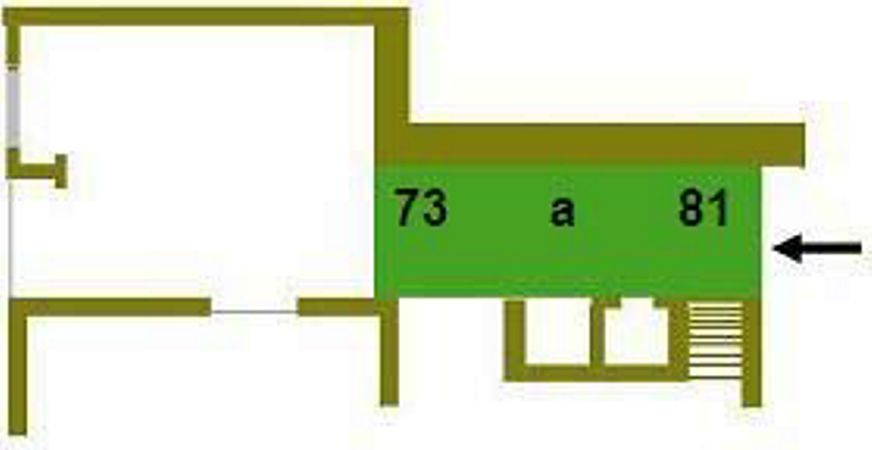
Distribución de las obras.

 En este pasillo se exhiben grabados del libro de Ulpiano Checa, editado e impreso en París por la Sociedad Francesa de Ediciones de Arte La perspectiva. El libro comprende 67 problemas básicos y complejos con 100 grabados y textos explicativos con aplicaciones prácticas.
*Sala 5. España.

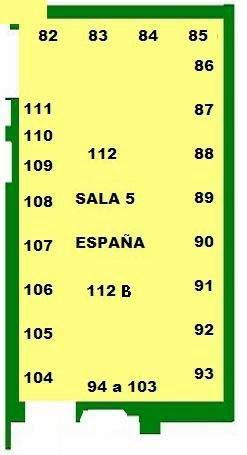
Distribución de las obras. Sala 5. España.

 Relación de los cuadros expuestos y su situación en la sala:
82. En ruta para la feria. Óleo sobre lienzo. 111 x 66,5 cm
83. Alto en la fuente. Óleo sobre lienzo. 65,5 x 81 cm
84. La pausa. Fotograbado sobre papel. 23,7 x 34 cm
85. Abanico alegoría. Óleo sobre país con varilla de madreperla. 23 x 45 cm
86. Regreso del mercado. Óleo sobre lienzo. 55,6 x 38,3 cm
87. Dos caballos descansando en la nieve. Acuarela sobre papel. 38 x 63,5 cm
88. El mercado de Ávila. Óleo sobre lienzo. 150,5 x 115,5 cm
89. Día de mercado. España. Óleo sobre lienzo. 65 x 110 cm
90. Rapsodia española. Acuarela sobre papel. 38 x 30 cm
91. La herrería. Óleo sobre tabla. 33 x 61 cm
92. Vista de Santiago de Compostela. Óleo sobre tabla. 33,2 x 24 cm
93. Descanso de la compañía de caballería. Óleo sobre lienzo. 38,5 x 64,2 cm
94 a 103. El Generalife. Heliograbados sobre papel. 26,7 x 18,5 cm
104. La tejedora. Óleo sobre lienzo. 58 x 33,5 cm
105. Lectura placentera. Óleo sobre lienzo. 41,2 x 33 cm
106. Mujer con mantón. Carboncillo, tinta y lápiz sobre papel. 37,4 x 20,7 cm
107. Mujer española. Óleo sobre tabla. 81,3 x 65,5 cm
108. Anciana. Acuarela sobre papel. 49,8 x 32,7 cm
109. Manola. Óleo sobre lienzo. 67 x 50,6 cm 
110. Mujer con abanico y mantón. Carboncillo, tinta y lápiz sobre papel. 35 x 29 cm
111. Anciana campesina. Óleo sobre lienzo. 45,5 x 55,7 cm 
112. La feria. Bronce. 54 x 57 x 20 cm 
112B. Don Quijote y Sancho Panza. Bronce. 50 x 40 x 28 cm 
113. Bendito café. Acuarela sobre cartón. 58 x 47 cm
114. Cabeza de caballo. Óleo sobre tabla. 23,5 x 16,5 cm